# General packet radio service
 General packet radio service (GPRS) is een techniek die een uitbreiding vormt op het bestaande gsm-netwerk. Met deze technologie kan op een efficiëntere, snellere en goedkopere manier mobiele data verzonden en ontvangen worden. Hoewel we spreken over GPRS-netwerken is GPRS geen nieuw netwerk.
Bij GPRS zijn gebruikers altijd online. Dit betekent dat ze een constante verbinding met internet of bedrijfsnetwerk hebben, en dus maar een keer in hoeven te bellen om de hele dag online te zijn. De gebruiker houdt de verbinding ook alleen maar bezet op momenten dat er daadwerkelijk gebruik van wordt gemaakt. Daardoor wordt de capaciteit beter benut en kan er meer data tegelijk uitgewisseld worden.

## Aanpassingen in het netwerk
Het bestaande gsm-netwerk wordt uitgebreid met een SGSN (Serving GPRS Support Node), die ervoor zorgt dat de gebruikers mobiel kunnen zijn en toegang tot het netwerk kunnen krijgen, en een GGSN (Gateway GPRS Support Node), die zorgt voor een verbinding met internet of intranet. Hierdoor wordt het versturen en ontvangen van pakketgeschakelde data mogelijk.

## Toestellen
Er bestaan 3 klassen toestellen:
- Klasse A: tegelijk telefoneren en data versturen mogelijk
- Klasse B: automatisch sequentieel overschakelen tussen telefoneren en data versturen is mogelijk, maar beide tegelijk niet
- Klasse C: afwisselend gebruik (of data, of telefoneren), of enkel GPRS.

De laatste klasse komt vooral voor op PC Cards op laptops, klasse B komt bij de meeste toestellen voor.

## Datarate
GPRS kan meerdere timeslots inpalmen, asymmetrische allocatie is ook mogelijk (bijvoorbeeld meer kanalen in downlink dan in uplink selecteren).
Er wordt gebruikgemaakt van een aangepaste codering, hier gesorteerd van zware tot geen foutcorrectie:
- CS1: 09,0 kb/s
- CS2: 13,4 kb/s
- CS3: 15,6 kb/s
- CS4: 21,4 kb/s

## Beperkingen
- Aangezien het netwerk niet alle timeslots zal toekennen aan één gebruiker, zal de theoretische datarate niet gehaald worden.
- Er wordt dezelfde modulatietechniek gebruikt als bij gsm: gaussian minimum-shift keying, die specifiek gericht is op spraak en batterijverbruik door slechts een beperkt vermogen te gebruiken. Bovendien laat deze modulatietechniek niet toe meer dan 1 bit per symbool te versturen.
- Het principe van gsm-netwerken is dat spraak voor data gaat. Dat betekent dat het dataverkeer uitvalt bij drukte op het netwerk (zoals bij de aanslag op Koninginnedag 2009).
- Vertragingen kunnen oplopen.

## Opvolgers
- EDGE: deze maakt gebruik van hetzelfde netwerk als gsm (en dus GPRS), maar gebruikt een andere modulatietechniek waardoor hogere snelheden mogelijk zijn. Soms noemt men EDGE weleens 2.75G (2.5G is de GPRS-standaard, en 3G gebruikt UMTS).
- UMTS: maakt gebruik van een nieuwe netwerkarchitectuur, zowel voor spraak als voor data. Ook wel 3G (3de generatie) genoemd.
- HSDPA: maakt gebruik van dezelfde netwerkarchitectuur als die van UMTS.